# Marko Rakonjac
Marko Rakonjac, né le 25 avril 2000 à Bijelo Polje au Monténégro, est un footballeur international monténégrin qui joue au poste d'avant-centre à l'OFI Crète.

## Biographie

### En club
Né à Bijelo Polje au Monténégro, Marko Rakonjac est formé par le club local du FK Jedinstvo Bijelo Polje, qui lui permet de faire ses débuts en professionnel le 17 septembre 2016, à 16 ans, lors d'une rencontre de championnat face au FK Lovćen Cetinje. Il entre en jeu et son équipe s'incline par deux buts à zéro.
En janvier 2017, il rejoint la Serbie afin de s'engager en faveur du FK Čukarički. Il signe un nouveau contrat en août 2017 d'une durée de quatre ans.
Rakonjac joue son premier match avec l'équipe première de Čukarički le 1er août 2020, lors de la première journée de la saison 2020-2021 face au FK Inđija. Il est titularisé et son équipe s'impose par trois buts à zéro.
Lors de l'été 2022, Marko Rakonjac rejoint le Lokomotiv Moscou. Le transfert est annoncé dès le 26 avril 2022 et le contrat s'étend jusqu'en juin 2026.
Le 3 février 2023, Marko Rakonjac est prêté à l'Étoile rouge de Belgrade jusqu'à la fin de la saison.

### En sélection
Marko Rakonjac représente l'équipe du Monténégro des moins de 17 ans de 2016 à 2017, pour un total de deux buts en sept matchs.
Marko Rakonjac honore sa première sélection avec l'équipe nationale du Monténégro le 28 mars 2022, face à la Grèce. Ce jour-là il entre en jeu en cours de partie à la place de Milutin Osmajić, et son équipe s'impose par un but à zéro.